# Chuck Hay
Chuck Hay (ur. 23 kwietnia 1930, zm. 4 sierpnia 2017) – szkocki curler, mistrz świata 1967, reprezentował Kilgraston & Moncrieffe Curling Club z Perth. Ojciec Davida.
Hay po raz pierwszy wygrał mistrzostwa Szkocji w 1963. Rok później nie zdołał obronić pierwszego miejsca, jednak był nieprzerwanie najlepszy w latach 1965-1968. Pozwoliło mu to na wystąpienie łącznie w 5 mistrzostwach świata.
W swoich pierwszych MŚ wygrał 3 i przegrał 3 mecze, co uplasowało go na 2. pozycji. Po dwóch latach Szkocja przegrała 4:8 półfinał z Kanadą (Terry Braunstein) i zajęła 4. miejsce. Po roku Szkoci pokonali Amerykanów w półfinale (Bruce Roberts) i w finale ponownie 5:12 ulegli Kanadyjczykom (Ron Northcott). W 1967 drużyna Haya wyeliminowała obrońców tytułu mistrzowskiego (Alf Phillips Junior) już w półfinale, był to pierwszy przypadek w historii, kiedy Kanada nie zdobyła medalu mistrzostw świata. W finale zawodów Szkoci zdobyli upragnione złote medale, pokonując 8:5 szwedzki zespół Boba Woodsa. W 1968 po Round Robin Hay automatycznie znalazł się w finale, uległ tam ponownie Ronowi Northcottowi, przy czym wygrał spotkanie w fazie każdy z każdym.
Od 1975 chłopcy w wieku szkolnym rywalizują o Hay Trophy, w turnieju który został ufundowany przez Chucka Haya.

## Drużyna
|           | Czwarty   | Trzeci      | Drugi     | Otwierający    |
| --------- | --------- | ----------- | --------- | -------------- |
| 1964/1968 | Chuck Hay | John Bryden | Alan Glen | David Howie    |
| 1962/1963 | Chuck Hay | John Bryden | Alan Glen | James Hamilton |